# Mamadou Ba
Mamadou Ba (Kolda, Senegal, 2 de janeiro de 1974) é um ativista político africanista e tradutor luso-senegalês. Em 2021, foi distinguido com o prémio internacional Front Line Defenders, atribuído a ativistas de direitos humanos em risco, pela sua dedicação à luta antirracista.

## Biografia
Nasceu e cresceu no Sul do Senegal, visitando esporadicamente Bissau, onde tinha família e onde se interessou pela língua portuguesa. Licenciou-se em Língua e Cultura Portuguesa pela Universidade Cheikh Anta Diop, em Dacar, e, em 1997, mudou-se para Portugal, onde frequentou um mestrado na mesma área, com uma bolsa do Instituto Camões. Posteriormente, tirou o curso de tradução pela Universidade de Lisboa. Em Portugal, país do qual veio a adquirir nacionalidade, trabalhou na construção civil e na tradução de documentos do francês, bem como em diversas associações e em assessoria para o Bloco de Esquerda.
É membro fundador de associações antirracistas e de afrodescendentes, nomeadamente, a Associação Luso-Senegalesa, a Rede Antirracista de Portugal, a Diáspora Afrique e a Aliança das Pessoas Africanas e de Ascendência Africana na Europa, e integra outras, como a SOS Racismo, de que é dirigente, e a Coordenação da Plataforma Afrodescendentes de Portugal. Foi membro efetivo do Conselho da Administração da European Network Against Racism de 1999 a 2010, em representação de Portugal.
Na vida partidária, foi dirigente do Bloco de Esquerda, cuja Mesa Nacional, órgão máximo entre convenções, integrou. No entanto, desfiliou-se do partido em 2019.
A 12 de fevereiro de 2021, Mamadou Ba criticou na rede social Twitter a apresentação no parlamento pelo CDS-PP de um voto de pesar pela morte de Marcelino da Mata, que classificou de "sanguinário" e "figura sinistra do fascismo", cuja homenagem, segundo Ba, contraria a refutação da filiação ideológica àquela ideologia pelo CDS-PP. A 14 de fevereiro do mesmo ano, o partido exigiu a "saída imediata" de Ba do grupo de trabalho para a Prevenção e o Combate ao Racismo e à Discriminação, criado pelo Governo em janeiro, por ter insultado Marcelino da Mata. Um dia depois, o Chega anunciou a intenção de apresentar queixa à Procuradoria-Geral da República contra Ba, por "ofender gravemente a memória de pessoa falecida", crime previsto e punível com seis meses de prisão. A 17 de janeiro de 2021, uma petição online exigindo a deportação de Mamadou Ba devido às declarações sobre Marcelino da Mata havia recolhido mais de 30 mil nomes.
Em 29 de outubro de 2023, foi condenado a uma multa de 2400 euros por difamar Mário Machado. O ativista foi sentenciado a 240 dias de prisão, convertidos em multa, no valor de 10 euros por dia por difamar o militante nacionalista Mário Machado, num caso ligado à morte do cabo-verdiano Alcindo Monteiro em 1995, em Lisboa. O Tribunal da Relação de Lisboa revogou entretanto a condenação pois considerou que o Juízo Local Criminal de Lisboa descontextualizou as afirmações do ativista e desvalorizou os argumentos apresentados pela defesa do ativista.
Em 2025, Mamadou Ba foi alvo de um processo judicial movido por guardas prisionais, que exigiram uma indemnização de quatro milhões de euros, alegando que declarações públicas do ativista constituíam difamação e incitamento ao ódio contra o corpo da guarda prisional. As declarações em causa referiam-se a suspeitas sobre a morte de um recluso na cadeia do Linhó, que Ba sugeriu poder não ter sido um suicídio, insinuando possível envolvimento dos guardas.

## Prémios
A 24 de novembro de 2021, foi distinguido com o prémio internacional Front Line Defenders, atribuído a ativistas de direitos humanos em risco, pela sua dedicação à luta antirracista. A Front Line Defenders é uma organização irlandesa de defesa dos direitos humanos que existe desde 2001. Juntamente com Mamadou Ba, a distinção foi também atribuída a outros cinco defensores dos direitos humanos: Camila Moradia (Brasil), pela sua prestação de assistência a mulheres nas favelas do Complexo do Alemão, no Rio de Janeiro; Aleh Hrableuski e Siarhei Drazdouski (Bielorrússia), por defenderem as pessoas com deficiência; Aminata FabbaChair (Serra Leoa), que luta pelo direito à terra; Sami e Sameeha Huraini (Palestina), que escoltam crianças para a escola, tentando protegê-las dos ataques israelitas na Cisjordânia; e a organização ambiental Mother Nature (Camboja).

## Ligações Externas
- Conexão Lisboa | Entrevista com Mamadou Ba, dirigente do SOS Racismo em Portugal